# The Cosmic Balance II
The Cosmic Balance II est un jeu vidéo de type wargame créé par Paul Murray et publié par Strategic Simulations dans la gamme RapidFire en 1983 sur Apple II et Atari 8-bit. Le jeu fait suite à The Cosmic Balance, publié en 1982. Il se déroule dans le même univers de science-fiction que ce dernier mais s’en distingue par l’échelle du conflit qu’il retrace. En effet, si  son prédécesseur simule des combats tactiques entre des vaisseaux spatiaux, ce deuxième opus se déroule à une échelle stratégique où les joueurs découvrent et colonisent des planètes, établissent des routes commerciales, gèrent le ravitaillement, la construction des vaisseaux et la recherche, et commande leurs vaisseaux dans différentes missions. À sa sortie, il est accueilli de manière mitigée par la presse spécialisée. Le magazine Compute! juge ainsi que le jeu manque de rythme et qu’une partie peut se révéler extrêmement longue. Ce manque de rythme est également mis en avant par le magazine Computer Gaming World, qui ne comprend pas qu’il soit publié dans la gamme RapidFire, pour qui le jeu se résume finalement à un exercice comptable. Le magazine Softalk est plus positif et juge qu’il entraine le genre vers un nouvel horizon.

## Système de jeu
Comme son prédécesseur, The Cosmic Balance II est wargame mais celui-ci se distingue du premier volet par l’échelle des conflits qu’il simule. En effet, si The Cosmic Balance simule des combats tactiques, ce deuxième opus se déroule à une échelle stratégique où les joueurs découvrent et colonisent des planètes, établissent des routes commerciales, gèrent le ravitaillement, la construction des vaisseaux et la recherche, et commande leurs vaisseaux dans diverses missions.
Le jeu propose cinq scénarios qui retracent la colonisation par l’humanité de la galaxie. Chaque scénario se déroule à une échelle plus grande que le précédent. Le premier, Terran Expansion, est destiné à un seul joueur et permet aux joueurs débutant de se familiariser avec le système du jeu sans avoir à affronter d’ennemis. Dans le second, Colonial Wars, le joueur débute avec un réseau commercial et quelques vaisseaux et son adversaire avec une plusieurs planètes, dont Terra. Pour gagner, il doit rendre inactive Terra en moins de dix tours de jeu. Le troisième scénario, First Contact, propose la situation inverse. Le joueur débute avec des réseaux commerciaux et Terra et doit éviter la déroute économique pendant dix tours.  Dans le quatrième, Rebellion, les deux joueurs s’affrontent pour établir un réseau commercial dans un secteur inhabité. Enfin, le dernier scénario, The Final Conflict, les deux joueurs s’affrontent pour le contrôle de 15 secteurs de la galaxie et de leurs 600 planètes. Outre ces 5 scénarios prédéfinis, le joueur a également la possibilité de créer ses propres scénarios. 
L’interface du jeu est divisée en plusieurs écrans qui affichent des informations spécifiques. Un premier écran affiche une carte divisée en 16 secteurs, qui contiennent chacun environ 40 planètes exploitables. Chaque secteur est désigné par une lettre et des couleurs indiquent quel est le joueur qui contrôle chaque secteur. Un deuxième écran affiche les informations générales sur un secteur, comme les réserves qui y sont disponibles, les marchandises qui y sont transportés ou les vaisseaux qui y sont disponibles. Un tableau en bas de l’écran affiche également le nombre de planète de chaque classe que contient le secteur ainsi que le nombre de planètes contrôlées par l’ennemi. Un troisième écran liste les vaisseaux présents dans un secteur ainsi que les missions qui  y sont disponibles.  Un quatrième écran liste les planètes d’un secteur ainsi que leur statut.

## Développement et publication
Développé par Paul Murray, The Cosmic Balance II est publié par Strategic Simulations dans la gamme RapidFire en avril 1983 sur Apple II et Atari 8-bit.

## Accueil
À la sortie du jeu, James A. McPherson du magazine Computer Gaming World se demande d’abord pourquoi celui-ci est vendu par Strategic Simulations dans la gamme RapidFire. Il note en effet que si celui-ci est lié à son prédécesseur, dans le sens ou The Cosmic Balance peut être utilisé pour simuler les batailles de sa suite, il ne demande pas d’être aussi « actif » que dans les autres jeux de la gamme. Il ajoute qu’il s’agit d’un jeu très complexe, avec de nombreux détails et nuances, et explique que si cela peut suffire à certains joueurs, il regrette de son côté qu’il se résume finalement à travailler sur un « bilan comptable » et à « regarder des chiffres évoluer ». En conclusion, il le considère donc plus comme une extension de CB1, destiné à simuler une campagne, que comme un jeu complet. Pour Robert L. Hurt du magazine Compute!, le jeu mérite au contraire le label RapidFire du fait de la rapidité du programme, que ce soit pour jouer ou exécuter les ordres. Plus globalement, il estime que le jeu fonctionne plutôt bien et qu’il parvient à adapter sur ordinateur un concept généralement spécifique aux jeux de plateau.  Il regrette en revanche que le jeu n’a pas un rythme  aussi rapide qu’un jeu d’arcade, ou même que The Cosmic Balance. Il note en effet qu’une partie peut prendre de nombreuses heures, voire plusieurs mois pour le scénario final, et que cette durée augmente encore si le joueur utilise l’option des combats de CB1. En conclusion, il considère que le jeu est fait pour les joueurs ayant envie de bâtir un empire et ayant du temps à perdre, et rappelle que la Fédération ne s’est pas construite en un jour. Le journaliste de Softalk est plus positif et conclut sa critique en affirmant que le jeu entraine le genre vers un nouvel horizon.
Dans un dossier consacré aux wargames publié en 1984, le magazine Tilt attribue un score de cinq sur six à The Cosmic Balance II et à son prédécesseur.

## Postérité
Après la sortier du jeu, Paul Murray développe Imperium Galactum, qui est publié par Strategic Simulations en 1984 et est considéré comme le successeur de The Cosmic Balance II. Comme son prédécesseur, celui-ci se déroule dans un univers de science-fiction et simule la conquête de la galaxie à l’échelle stratégique. Les joueurs y ont pour objectif de développer leur population et doivent pour cela exploiter les ressources de leurs planètes, gérer leur économie, faire du commerce, coloniser de nouvelles planètes et, le cas échéant, affronter leurs concurrents dans des combats spatiaux. 